# ساعت‌ها (رمان)
ساعت‌ها (۱۹۹۸) رمانی از مایکل کانینگهام نویسنده آمریکایی است. او به خاطر این رمان در سال ۱۹۹۹ برنده جایزه پولیتزر و پن/فاکنر شد. در سال ۲۰۰۲ فیلمی با همین نام بر اساس این رمان با بازی نیکول کیدمن، مریل استریپ و جولین مور ساخته شد که جایزه اسکار بهترین بازیگر زن را نصیب کیدمن کرد.

## طرح داستان
رمان به سه زن از سه نسل می‌پردازد که تحت تأثیر رمان خانم دالوی اثر ویرجینیا وولف قرار می‌گیرند.
اولی خود ویرجینیا وولف است که دارد در سال ۱۹۲۳ هم‌زمان با نوشتن رمان خانم دالوی، با بیماری روانی خودش دست و پنجه نرم می‌کند. نفر دوم خانم براون است، همسر یک کهنه سرباز جنگ جهانی دوم که در سال ۱۹۴۹ مشغول خواندن رمان خانم دالوی است و هم‌زمان جشن تولد شوهرش را ترتیب می‌دهد. نفر سوم، کلاریسا وگان، زنی همجنس گرا است که در سال ۲۰۰۱ جشنی به افتخار دوست شاعر و معشوق قدیمی اش ریچارد می‌گیرد که به خاطر بیماری ایدز با مرگ دست و پنجه نرم می‌کند.

## جوایز
- جایزه پن / فاکنر ۱۹۹۹
- جایزه پولیتزر ۱۹۹۹